# Переулок Вице-Адмирала Жукова
Переулок Вице-Адмирала Жукова — улица в историческом районе Одессы, от Дерибасовской до улицы Бунина.

## История

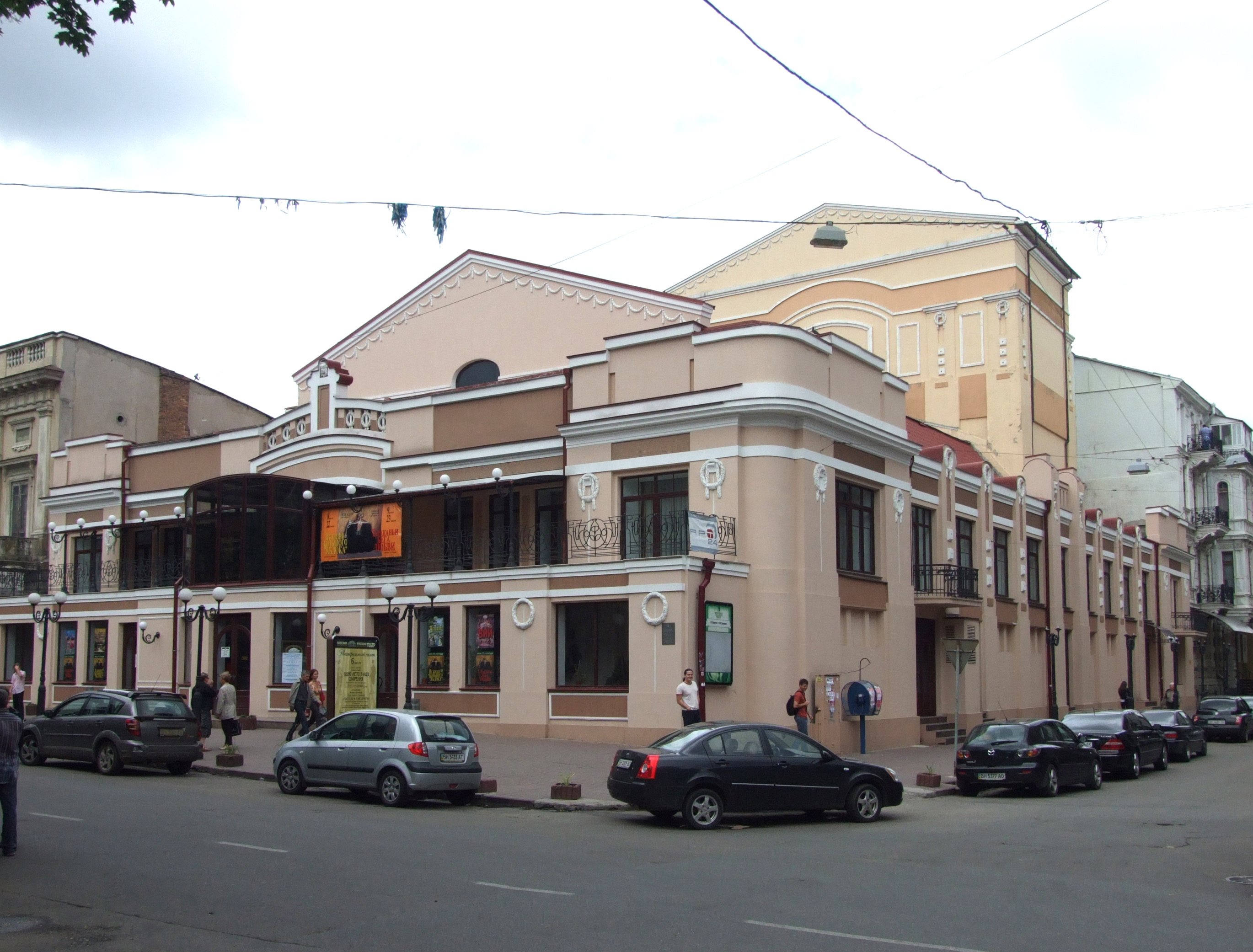
Одесский академический русский драматический театр

Назван в честь советского военно-морского деятеля, вице-адмирала Гавриила Васильевича Жукова (1899—1957)
Проложен на рубеже XVIII—XIX веков. Первым названием было Колодезный, по так называемому Греческому фонтану (колодцу), находившемуся на Греческой площади в 1830 году. Уже в 1836 году колодец изменил своё расположение и находился между домами Торичели и Ольховского в переулке. До 1804 года Греческая площадь вообще не застраивалась, но возводились дома с чётной стороны.
В 1847 году переулок был назван Крамаревским в честь одесского купца 1-й гильдии Крамарева Михаила Антоновича, который владел двумя домами на улице Дерибасовской, в частности домом № 3 и № 27 (не соответствует современной нумерации). Последний находился напротив Городского сада, на месте современного Пассажа.
29 октября 1852 переулок был переименован в честь другого домовладельца — Ширяева Дмитрия Васильевича, который владел домом в этом переулке. Сначала переулок был назван Ширяевский, позже, с 1860 года — Ширяева. 15 февраля 1869 название переулка изменили на Дерибасовской, в честь Хосе де Рибаса, по улице, от которой переулок берёт своё начало. в 1875 году переулку вернули первоначальное название — Колодезный.
После Великой Отечественной войны переулок назван в честь вице-адмирала Жукова Гаврилы Васильевича, который жил в доме на пересечении с Греческой улицей. При переименовании, 29 марта 1957, была допущена ошибка, и переулок первоначально получил имя Контр-адмирала Жукова, но уже в январе 1958 года ошибка была исправлена.

## Достопримечательности
Достопримечательностью является здание Русского драматического театра, расположенного на пересечении с улицей Греческой.
д.9 — дом Анатри